# دايتشي أكياما
دايتشي أكياما (باليابانية: 秋山 大地) (28 يوليو 1994 في فوجيديرا في اليابان – )؛ هو لاعب كرة قدم ياباني سابق كان يلعب كلاعب وسط.

## وصلات خارجية
- دايتشي أكياما على موقع رابطة كرة القدم اليابانية للمحترفين (اليابانية)
- دايتشي أكياما على موقع قاعدة بيانات كرة القدم.إي يو (الإنجليزية)
- دايتشي أكياما على موقع Soccerway.com (الإنجليزية)
- دايتشي أكياما على موقع عالم كرة القدم.نت (الإنجليزية)
- دايتشي أكياما على موقع كووورة